# Ляпіна Наталія Вікторівна
Наталія Вікторівна Ляпіна (Даценко) (14 травня 1976) — українська гандболістка, бронзовий призер літніх Олімпійських ігор 2004 року у складі збірної України з гандболу. Заслужений майстер спорту України.

## Біографія
Вихованка Броварського вищого училища фізичної культури. Перші тренери — Любов Шаповал, Марина Ірпінь. 
Закінчила НУФВСУ.
Довгий час була капітаном збірної України. З точки зору головного тренера збірної України Леоніда Ратнера, Наталя була ідеальним «хвилерізом» (тобто крайнім), але при цьому практику виступів на цій позиції могла отримувати тільки в збірній. Бронзовий призер Олімпійських ігор 2004 року, нагороджена орденом княгині Ольги III ступеня.
2019 року очолювала жіночу збірну України. 

## Титули та досягнення

### Клубні
- Чемпіонка України (4): 2005, 2006, 2007, 2008
- Фіналістка Кубка кубків: 2002/03

### Державні
- Орден княгині Ольги III ступеня
- Почесна грамота Кабінету Міністрів України